# Callicostella nukahivensis
Callicostella nukahivensis är en bladmossart som beskrevs av Brotherus 1907. Callicostella nukahivensis ingår i släktet Callicostella och familjen Hookeriaceae. Inga underarter finns listade i Catalogue of Life.